# Pedro Barsimes
Pedro Barsimes (em grego: Πέτρος Βαρσύμης; romaniz.: Petrus Barsýmes; em latim: Petrus Barsumes), também citado por João Malalas como Pedro Barsímio (em grego: Πέτρος Βαρσύμιος; romaniz.: Petrus Barsýmios), foi um oficial bizantino do século VI, ativo durante o reinado do imperador Justiniano (r. 527–565).

## Biografia
Pedro era nativo da Síria. Sabe-se que foi banqueiro e, segundo Procópio de Cesareia, costumeiramente envolveu-se em ganhos desonestos. Fez parte do pessoal da prefeitura pretoriana do Oriente, onde, segundo o mesmo autor, atraiu a atenção da imperatriz Teodora (r. 527–548) que utilizou-o para resolver empecilhos no caminho de seus esquemas. Julgando suas habilidades financeiras e seus subsequentes postos é possível deduzir, segundo os autores da PIRT, que ocupou alguma posição fiscal na prefeitura. Em 542, há menção a um indivíduo de mesmo nome que ocupou a posição de conde das sagradas liberalidades. Essa personagem foi identificada com Barsimes, e inclusive se supôs que já tivesse esse posto antes desta data, ou seja, desde 538, em sucessão de Estratégio (535–538). Também foi mencionado como patrício por João do Éfeso e cônsul honorário em 559 em um dos éditos de Justiniano. Em 543, sucedeu Teódoto como prefeito pretoriano do Oriente, posição que reteve até 556.
Procópio de Cesareia descreveu-o de forma hostil, afirmando que alegadamente foi selecionado ao posto por ser considerado por Justiniano e Teodora um importante instrumento para seus esquemas. Diz-se que deixou de pagar soldados em campanha, conduziu a venda de ofícios à revelia dos interesse dos súditos e que durante uma carestia de cereais, comprou grãos na Bitínia, Frígia e Trácia e forçou os habitantes destas províncias a transportá-los para Constantinopla, recompensando-os parcamente. Procópio ainda afirma que era um brigante licenciado e que devido a distúrbios na capital decorrentes de suas medidas impopulares, bem como rumores de que havia obtido altas somas de dinheiro oriundas das receitas públicas, foi removido por Justiniano do ofício, mas não antes de ser mantido por mais algum tempo por influência de Teodora.
Em 547/8, logo após sua demissão como prefeito pretoriano, foi renomeado como conde das sagradas liberalidades por pressão de Teodora e em sucessão de João. Procópio, ainda hostil, afirmou que reduziu o gasto anual do Estado com pensões, desviou altas somas dos impostos e remeteu apenas pequenas porções ao imperador, depreciou a cunhagem de ouro, estabeleceu monopólio no comércio de seda e enriqueceu com isso. É possível que tenha permanecido em ofício até 555, quando foi renomeado prefeito pretoriano do Oriente. Manteve-se nessa posição até 562.

## Legado
Procópio afirma que Barsimes tinha profundo interesse em feiticeiros e demônios e foi um campeão determinado dos maniqueístas. Sabe-se que foi honrado com uma estátua de ouro na qual estavam inscritos versos do escolástico Leôncio relembrando sua carreira, bem como que mandou construir um palácio em Constantinopla que mais tarde seria dado por Maurício (r. 582–602) à sua irmã; supõe-se que essa residência foi construída em substituição de outra residência dele que foi incendiada em 562 pela facção Azul do hipódromo. Também se sabe que emitiu um édito prefeitoral, que não sobreviveu, durante uma de seus mandatos.